# Сартелл (Міннесота)
Сартелл (англ. Sartell) — місто (англ. city) в США, в округах Стернс і Бентон штату Міннесота. Населення — 19 351 особа (2020).

## Географія
Сартелл розташований за координатами 45°37′5″ пн. ш. 94°12′45″ зх. д. / 45.61806° пн. ш. 94.21250° зх. д. (45.618072, -94.212587).  За даними Бюро перепису населення США в 2010 році місто мало площу 26,02 км², з яких 25,38 км² — суходіл та 0,64 км² — водойми.

## Демографія
Згідно з переписом 2010 року, у місті мешкало 15 876 осіб у 5859 домогосподарствах у складі 4060 родин. Густота населення становила 610 осіб/км².  Було 6123 помешкання (235/км²).
Расовий склад населення:
| - 95,5 % — білих - 1,5 % — азіатів - 0,9 % — чорних або афроамериканців - 0,2 % — корінних американців |

До двох чи більше рас належало 1,4 %. Частка іспаномовних становила 1,4 % від усіх жителів.
За віковим діапазоном населення розподілялося таким чином: 30,1 % — особи молодші 18 років, 59,7 % — особи у віці 18—64 років, 10,2 % — особи у віці 65 років та старші. Медіана віку мешканця становила 32,7 року. На 100 осіб жіночої статі у місті припадало 91,7 чоловіків;  на 100 жінок у віці від 18 років та старших — 88,7 чоловіків також старших 18 років.
Середній дохід на одне домашнє господарство  становив 85 087 доларів США (медіана — 73 872), а середній дохід на одну сім'ю — 98 590 доларів (медіана — 90 320). Медіана доходів становила 52 298 доларів для чоловіків та 44 153 долари для жінок. За межею бідності перебувало 3,7 % осіб, у тому числі 1,0 % дітей у віці до 18 років та 7,7 % осіб у віці 65 років та старших.
Цивільне працевлаштоване населення становило 8828 осіб. Основні галузі зайнятості: освіта, охорона здоров'я та соціальна допомога — 30,7 %, роздрібна торгівля — 13,3 %, виробництво — 9,9 %, науковці, спеціалісти, менеджери — 7,9 %.